# Trimetopon
Trimetopon es un género de serpientes de la subfamilia Dipsadinae. Sus especies se distribuyen por Costa Rica y Panamá.

## Especies
Se reconocen las siguientes:
- Trimetopon barbouri Dunn, 1930
- Trimetopon gracile (Günther, 1872)
- Trimetopon pliolepis Cope, 1894
- Trimetopon simile Dunn, 1930
- Trimetopon slevini Dunn, 1940
- Trimetopon viquezi Dunn, 1937